# Via Regia

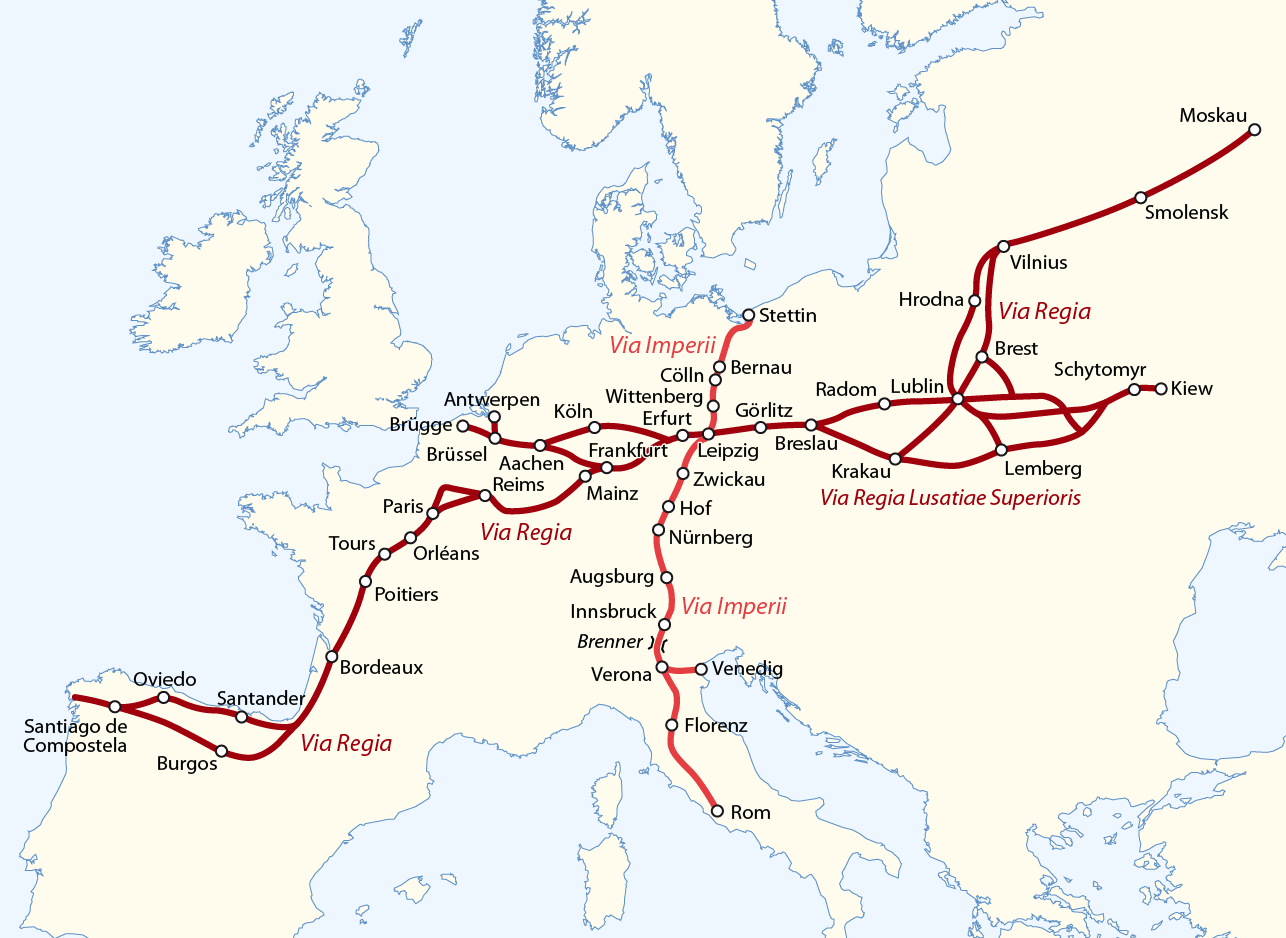
Carte de la Via Regia (d'est en ouest) et de la Via Imperii (du nord au sud)

La Via Regia (en latin, la voie Royale) est une route médiévale d'est en ouest qui démarre du Rhin à Cassel (Mayence) vers Francfort, ville d'élection des empereurs du Saint-Empire romain germanique. Elle continue vers Steinau an der Straße, Fulda, Eisenach et Erfurt qui est à l'époque une ville de production du pastel des teinturiers. Elle traverse la Saale et passe par Naumbourg et Leipzig, où elle croise la Via Imperii, puis continue vers la Silésie. Elle devient alors la Via Regia Lusatiæ Superioris en traversant la Haute Lusace. Elle relie les villes de Königsbrück, Kamenz, Bautzen et Görlitz à Wrocław qui est reliée elle-même par d'autres routes à Cracovie.

## Histoire

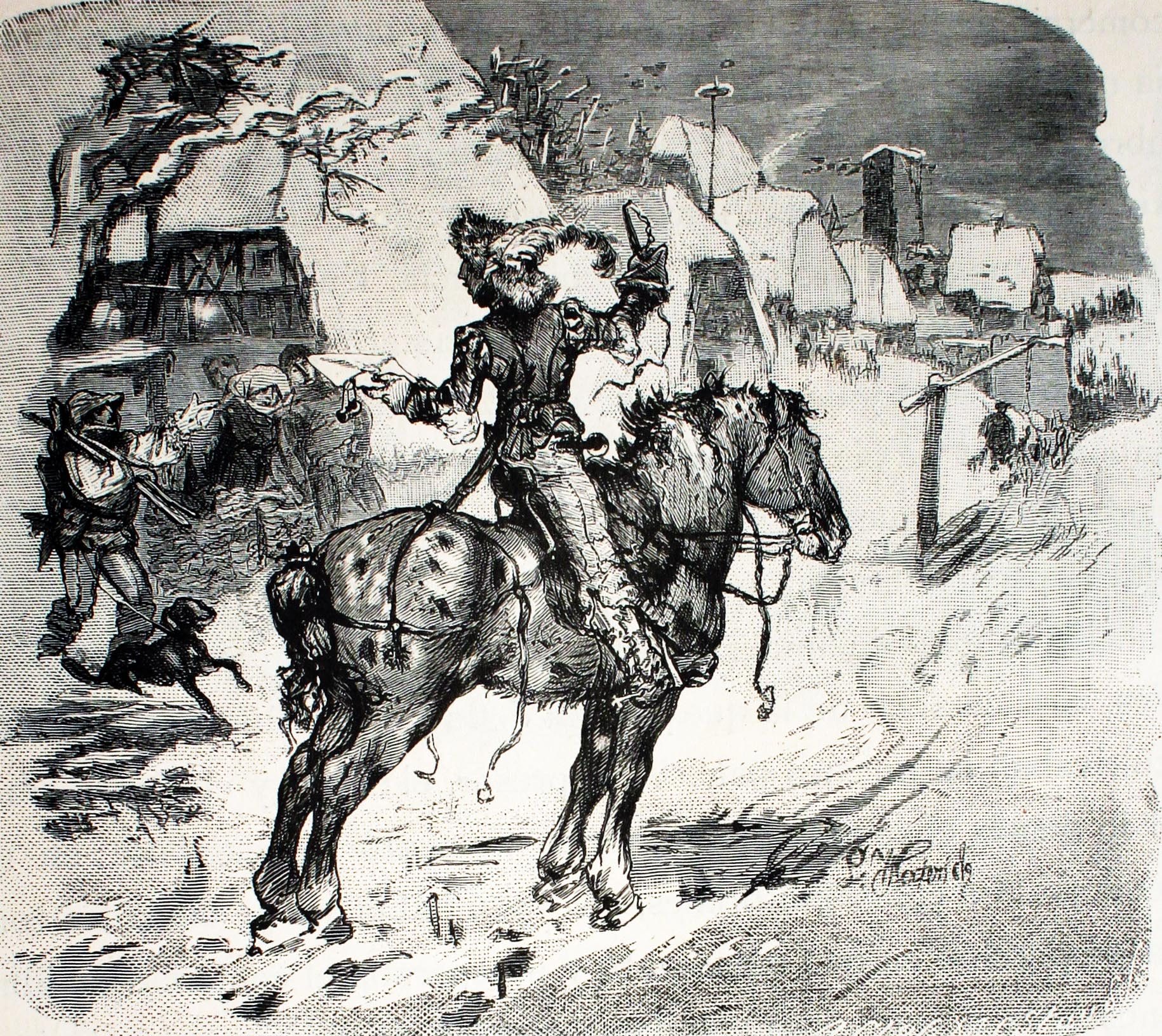
Postillon sur une ancienne route allemande, illustration de Germania, deux mille ans de la vie allemande de Johannes Scherr, édition espagnole, 1882.

La voie est mentionnée une première fois sous le nom de Strata Regia dans un document écrit du margrave de Misnie Henri III l'Illustre en 1252, mais elle remonte aux VIIIe et IXe siècles, et entre Cassel et Eisenach à l'époque romaine.
Elle est appelée par la suite Hohe Straße (grand route) entre Francfort et Leipzig, car elle est extrêmement fréquentée, puisqu'elle relie deux villes commerciales majeures. Elle est sous l'autorité de l'archevêché de Mayence, de l'abbaye de Fulda, des électeurs de Saxe, et de la couronne de Bohême. Le lin et le textile des pays flamands provient de l'ouest, et de l'est proviennent le bois, les fourrures, le miel et la cire. L'indigo vient de Thuringe et le fer des Monts Métallifères saxons.
Les pèlerins utilisent également cette route en grand nombre, pour se rendre notamment à Aix-la-Chapelle. Ils bifurquent ainsi d'Eisenach pour se diriger vers les pèlerinages de Marbourg et de Cologne. Ils rejoignent aussi par ce trajet la route de Compostelle.
La Via Regia voit de même défiler les armées des batailles, de la Renaissance aux guerres napoléoniennes.
Son rôle décline après le congrès de Vienne et le nouveau partage européen. Certains tronçons de la Via Regia sont aujourd'hui le trajet de routes régionales ou nationales allemandes ou polonaises.
Elle a reçu le titre d'itinéraire culturel européen par le Conseil de l'Europe (Europarat) en 2005.

Images
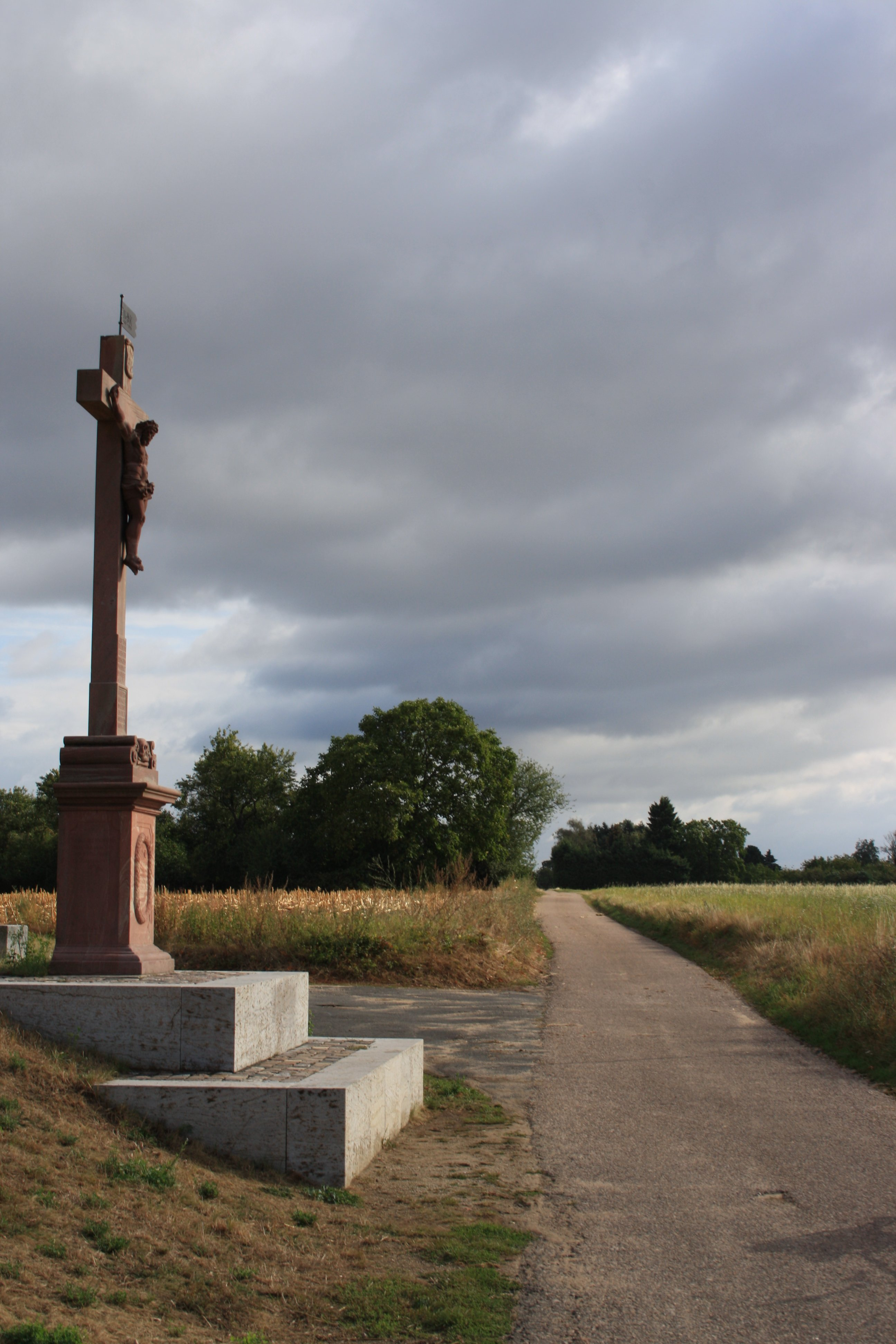
Vue de l'Elisabethenstraße à Cassel (Mayence) en septembre 2009.
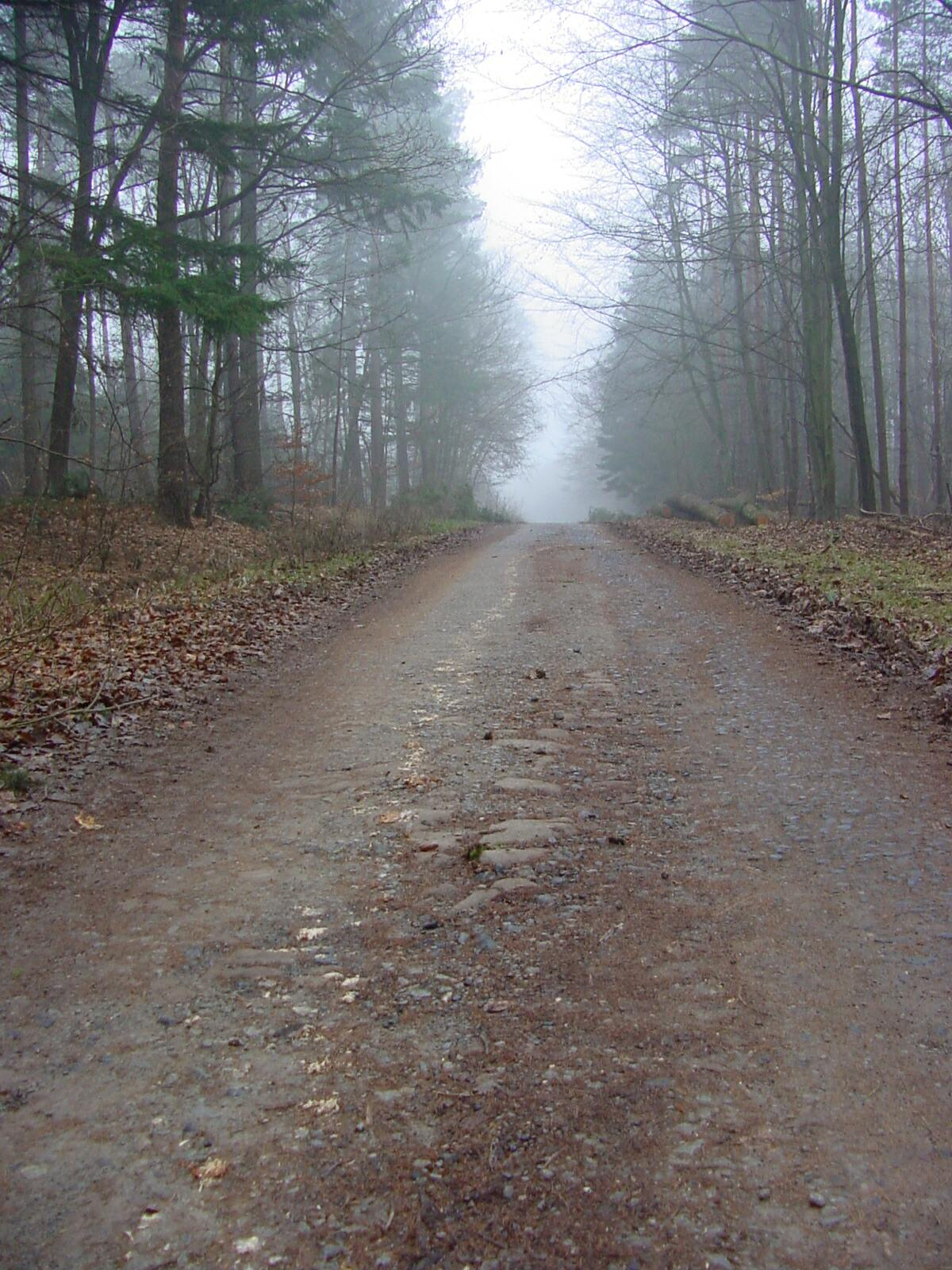
La Via Regia entre Neuhof et Fulda en janvier 2005.
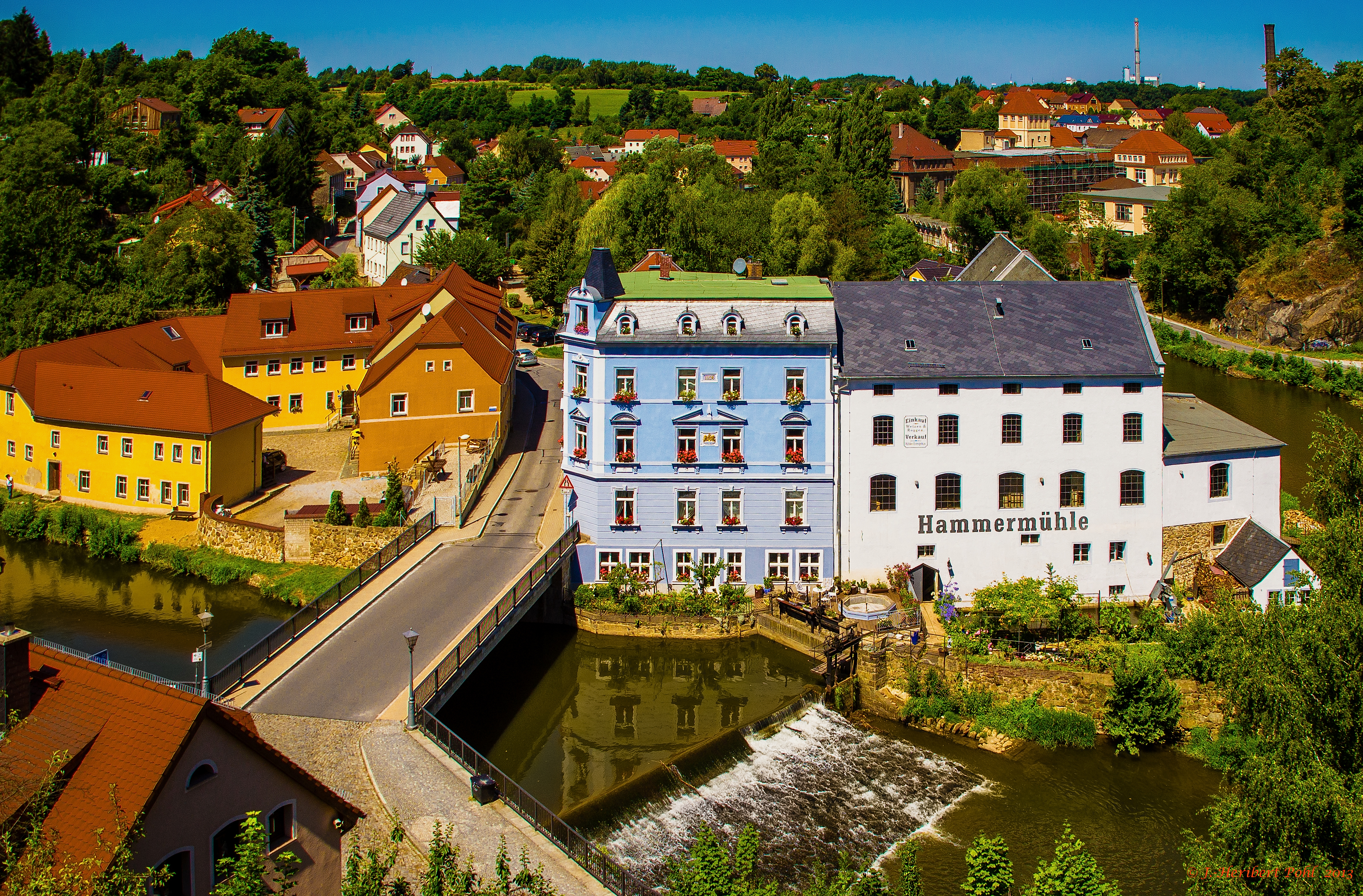
Le moulin à foulon de Bautzen, lieu de la bataille de 1813, en août 2013.

## Source
- (de) Cet article est partiellement ou en totalité issu de l’article de Wikipédia en allemand intitulé « Via Regia » (voir la liste des auteurs).